# Australian Open-mesterskabet i mixed double 2016
Australian Open-mesterskabet i mixed double 2016 var den 73. turnering om Australian Open-mesterskabet i mixed double. Turneringen var en del af Australian Open 2016 og blev spillet på hardcourt-baner af typen Plexicushion i Melbourne Park i Melbourne, Victoria, Australien i perioden 22. - 31. januar 2016.
Mesterskabet blev vundet af Jelena Vesnina og Bruno Soares, som i finalen besejrede Coco Vandeweghe og Horia Tecău med 6−4, 4−6, [10−5]. Soares vandt sin anden grand slam-titel på blot 24 timer, eftersom han dagen før sammen med Jamie Murray også havde vundet herredoubletitlen, og han blev dermed den første spiller, der vandt begge titler ved Australian Open, siden Mark Woodforde udførte samme bedrift i 1992. Sejren bragte antallet af brasilianerens grand slam-titler i mixed double op på tre, hvorimod Vesnina vandt sin første grand slam-titel i mixed double.
Martina Hingis og Leander Paes var forsvarende mestre, men parret tabte i kvartfinalen til Sania Mirza og Ivan Dodig.

## Pengepræmier
Den samlede præmiesum til spillerne i mixed double androg US$ 530.000 (ekskl. per diem).
| Resultat                   | Pengepræmier | Pengepræmier | Ændring ift. 2015 |
| Resultat                   | Pr. par      | Total        | Ændring ift. 2015 |
| -------------------------- | ------------ | ------------ | ----------------- |
| Vinder (1 par)             | A$ 157.000   | A$ 157.000   | +10,2 %           |
| Finalist (1 par)           | A$ 78.500    | A$ 78.500    | +9,8 %            |
| Semifinalister (2 par)     | A$ 39.250    | A$ 78.500    | +10,3 %           |
| Kvartfinalister (4 par)    | A$ 18.000    | A$ 72.000    | +10,4 %           |
| Tabere i 2. runde (8 par)  | A$ 9.000     | A$ 72.000    | +9,8 %            |
| Tabere i 1. runde (16 par) | A$ 4.500     | A$ 72.000    | +12,5 %           |
| Samlet præmiesum           | -            | $ 530.000    | +10,4 %           |

## Turnering

### Deltagere
Turneringen havde deltagelse af 32 par, der var fordelt på:
- 24 direkte kvalificerede par i form af deres ranglisteplacering.
- 8 par, der havde modtaget et wildcard.

#### Seedede par
Otte par blev seedet:
| Seedning | Spillere                        | Resultat     |
| -------- | ------------------------------- | ------------ |
| 1        | Sania Mirza Ivan Dodig          | Semifinale   |
| 2        | Bethanie Mattek-Sands Bob Bryan | Kvartfinale  |
| 3        | Chan Yung-Jan Rohan Bopanna     | Kvartfinale  |
| 4        | Katarina Srebotnik Jamie Murray | Kvartfinale  |
| 5        | Jelena Vesnina Bruno Soares     | Vinder       |
| 6        | Lucie Hradecká Marcin Matkowski | Første runde |
| 7        | Raquel Atawo Raven Klaasen      | Første runde |
| 8        | Chan Hao-Ching Maks Mirny       | Første runde |

#### Wild cards
Otte par modtog et wildcard til turneringen, men alle otte par blev slået ud i første runde.
| Spiller                            | Resultat     |
| ---------------------------------- | ------------ |
| Ajla Tomljanović Nick Kyrgios      | Første runde |
| Daria Gavrilova Luke Saville       | Første runde |
| Anastasia Rodionova Chris Guccione | Første runde |
| Maddison Inglis Benjamin Mitchell  | Første runde |
| Zheng Saisai Chung Hyeon           | Første runde |
| Kimberly Birrell John Millman      | Første runde |
| Arina Rodionova Matt Reid          | Første runde |
| Jessica Moore Marc Polmans         | Første runde |

### Resultater
| Sania Mirza |
| Ivan Dodig  |

| Ajla Tomljanović |
| Nick Kyrgios     |

| Sania Mirza |
| Ivan Dodig  |

| Daria Gavrilova |
| Luke Saville    |

| Jaroslava Sjvedova |
| A. Qureshi         |

| Jaroslava Sjvedova |
| A. Qureshi         |

| Sania Mirza |
| Ivan Dodig  |

| A. Pavljutjenkova |
| Dominic Inglot    |

| Martina Hingis |
| Leander Paes   |

| Martina Hingis |
| Leander Paes   |

| Martina Hingis |
| Leander Paes   |

| Sloane Stephens   |
| Jean-Julien Rojer |

| Sloane Stephens   |
| Jean-Julien Rojer |

| Chan Hao-Ching |
| Maks Mirny     |

| Sania Mirza |
| Ivan Dodig  |

| Katarina Srebotnik |
| Jamie Murray       |

| Jelena Vesnina |
| Bruno Soares   |

| Anastasia Rodionova |
| Chris Guccione      |

| Katarina Srebotnik |
| Jamie Murray       |

| Anna-Lena Grönefeld |
| Robert Farah        |

| Anna-Lena Grönefeld |
| Robert Farah        |

| A. Medina Garrigues |
| J.S. Cabal          |

| Katarina Srebotnik |
| Jamie Murray       |

| Maddison Inglis   |
| Benjamin Mitchell |

| Jelena Vesnina |
| Bruno Soares   |

| Hsieh Su-Wei   |
| Alexander Peya |

| Hsieh Su-Wei   |
| Alexander Peya |

| Zheng Saisai |
| Chung Hyeon  |

| Jelena Vesnina |
| Bruno Soares   |

| Jelena Vesnina |
| Bruno Soares   |

| Jelena Vesnina |
| Bruno Soares   |

| Raquel Atawo  |
| Raven Klaasen |

| Coco Vandeweghe |
| Horia Tecău     |

| Alla Kudrjavtseva |
| Robert Lindstedt  |

| Alla Kudrjavtseva |
| Robert Lindstedt  |

| Andreja Klepač |
| Treat Huey     |

| Andreja Klepač |
| Treat Huey     |

| Elina Svitolina |
| Artem Sitak     |

| Andreja Klepač |
| Treat Huey     |

| Andrea Hlaváčková |
| Łukasz Kubot      |

| Chan Yung-Jan |
| Rohan Bopanna |

| Lara Arruabarrena |
| David Marrero     |

| Andrea Hlaváčková |
| Łukasz Kubot      |

| Kimberly Birrell |
| John Millman     |

| Chan Yung-Jan |
| Rohan Bopanna |

| Chan Yung-Jan |
| Rohan Bopanna |

| Andreja Klepač |
| Treat Huey     |

| Lucie Hradecká   |
| Marcin Matkowski |

| Coco Vandeweghe |
| Horia Tecău     |

| Coco Vandeweghe |
| Horia Tecău     |

| Coco Vandeweghe |
| Horia Tecău     |

| A. Parra Santonja |
| Marc López        |

| Sara Errani   |
| Fabio Fognini |

| Sara Errani   |
| Fabio Fognini |

| Coco Vandeweghe |
| Horia Tecău     |

| Arina Rodionova |
| Matt Reid       |

| B. Mattek-Sands |
| Bob Bryan       |

| Samantha Stosur |
| John Peers      |

| Samantha Stosur |
| John Peers      |

| Jessica Moore |
| Marc Polmans  |

| B. Mattek-Sands |
| Bob Bryan       |

| B. Mattek-Sands |
| Bob Bryan       |